# Atopia

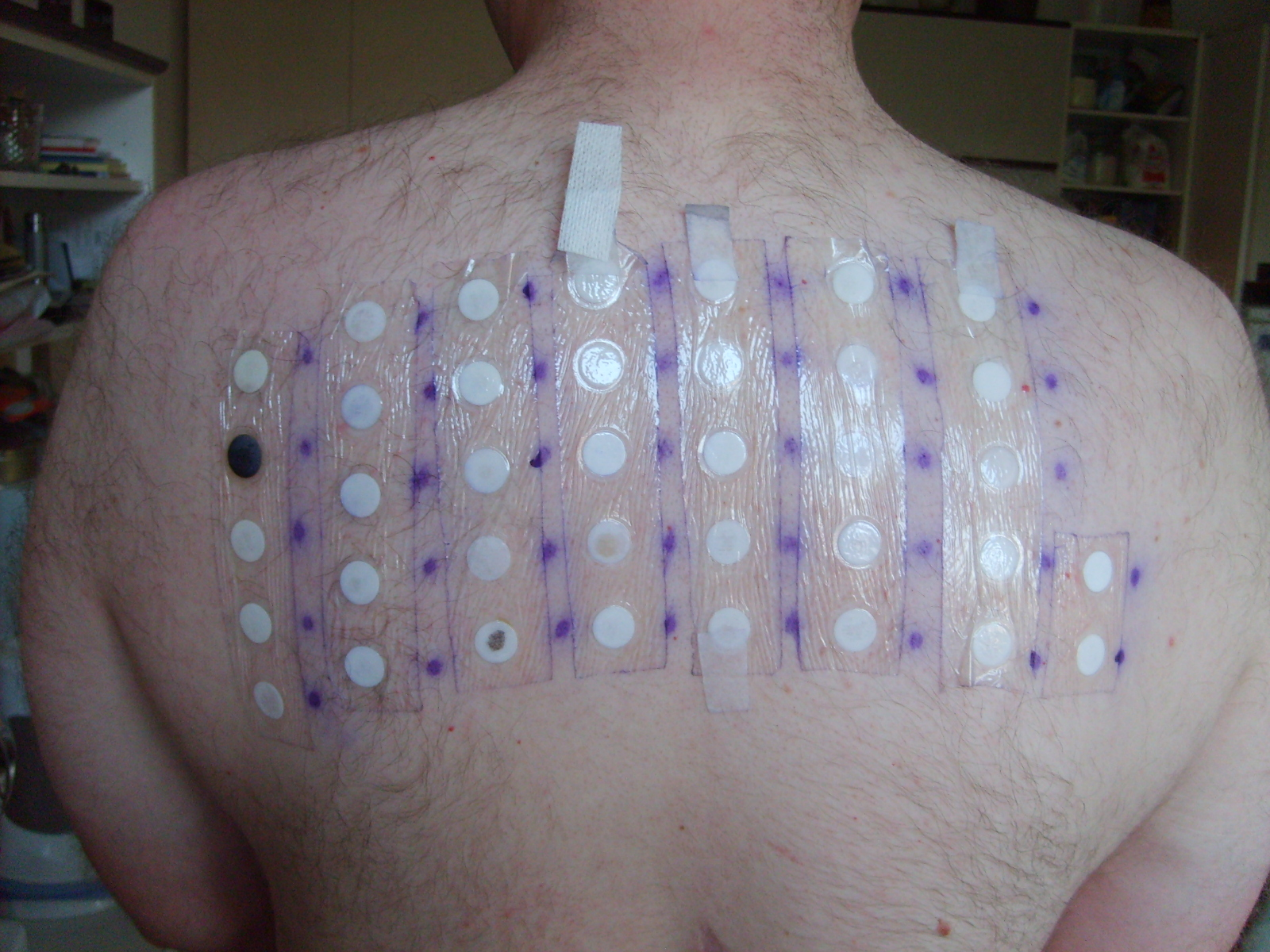
Teste cutâneo de alergias: Em cada círculo uma substância diferente é injetada para descobrir quais geram reação alérgica

Atopia (do grego ἀτοπία, absurdo) é um termo médico para predisposição a reações de hipersensibilidade tipo 1 (respostas alérgicas). Indivíduos com atopia possuem uma predisposição a doenças alérgicas como asma, rinite, dermatite atópica e conjuntivite. A atopia possui um fator hereditário importante. Afeta 7% da população general, sendo mais comum em crianças.
Essas respostas alérgicas são mediadas pelos eosinófilos, um tipo de glóbulo branco, que libera Imunoglobulina E, um tipo de anticorpo contra alérgenos ambientais, geralmente proteínas. A atopia foi descrita pela primeira vez por Coca e Cooke em 1923.

## Sinais e sintomas
Possuir atopia significa ter maior predisposição a desenvolver:
- Alergia alimentar
- Asma alérgica
- Conjuntivite alérgica
- Choque anafilático
- Dermatite atópica
- Rinite alérgica
- Intolerância ao glúten não-celíaca[3]

O choque anafilático é uma emergência médica, uma resposta alérgica tão grave que é potencialmente fatal.

## Tratamento
É importante tomar medidas para evitar contato com as substâncias que causam alergia (alérgenos). Reações alérgicas leves são tratadas com corticosteroides tópicos ou com anti-histamínicos orais. Corticosteroides sistêmicos podem ser usados para prevenir crises alérgicas, especialmente as crises asmáticas. Cremes com imunomoduladores são usadas para tratar dermatite atópica. As reações agudas graves (anafilaxia) são tratadas com injeção intramuscular de epinefrina (adrenalina) e fluídos intravenosos.